# Balqash Aūdany
Balqash Aūdany är ett distrikt i Kazakstan.   Det ligger i oblystet Almaty, i den sydöstra delen av landet, 700 km söder om huvudstaden Astana.